# 754

## Události
- duben – Pipina III. Krátkého s papežem Štěpánem II. v Quierzy, vydána Pipinova donace, dokument zakládající Papežský stát
- 28. července – druhá korunovace Pipina Krátkého, papežem Štěpánem II. v bazilice Saint-Denis

## Hlavy států
Evropa:
- Papež – Štěpán II.
- Byzanc – Konstantin V. Kopronymos
- Franská říše – Pipin III.
- Anglie
  - Wessex – Cuthred
  - Essex – Svvithred
- První bulharská říše – Sevar – Kormisoš